# Rhodomeleae
Rhodomeleae, tribus crvenih algi, dio porodice Rhodomelaceae. Priznato je šest rodova s 39 vrsta.

## Rodovi
1. Choreocolax Reinsch
2. Harveyella F.Schmitz & Reinke
3. Lophura Kützing
4. Neorhodomela Masuda
5. Odonthalia Lyngbye
6. Rhodomela C.Agardh